# Ludvig 13. af Frankrig
Ludvig 13. af Frankrig (fransk: Louis XIII) (27. september 1601 i Fontainebleau – 14. maj 1643 i Saint-Germain-en-Laye) var konge af Frankrig fra 1610 til 1643 og af Navarra (som Ludvig 2.) fra 1610 til 1620, hvor Kongeriget Navarra blev indlemmet i Frankrig.
Han tilhørte Huset Bourbon og var søn af det franske kongepar, Henrik den 4. og Marie af Medici.

## Regeringstid
Ludvig 13. blev konge af Frankrig og Navarra ved sin fars død den 14. maj 1610. Indtil 1614 var han under formynderskab af sin mor, Marie af Medici. Kongen og hans mor var uenige. Moderens yndling og landsmand, italieneren Concini, der i nogle år var enerådende minister, blev med den unge konges viden snigmyrdet i 1617. Enkedronningen blev fængslet, og hendes parti blev med magt tvunget til lydighed. Marie af Medici forsøgte at genvinde magten i 1630 ("De lange næsers dag"), men det mislykkedes. Først i 1624 kom der rigtigt styr på regeringen, da Richelieu blev minister og styrede til sin død i 1642. Ludvig bøjede sig for hans klogskab, hans grunde, hans karakterstyrke og hans altid hensynsfulde og ærbødige råd og tog efter hans død hans lærling Mazarin til ledende minister. En ældre opfattelse af Ludvig som en ren marionet, der stod i et spændt forhold til Richelieu (udbredt gennem populære romaner som f.eks. De Tre Musketerer af Alexandre Dumas d.æ. fra 1844), er historisk ubegrundet.

## Børn og ægteskaber
Ludvig 13. giftede sig den 24. november 1615 i Bordeaux med infanta Anna af Spanien (1601–1666), datter af kong Filip 3. af Spanien og ærkehertuginde Margrete af Østrig. 
I ægteskabet fødtes seks børn, hvoraf kun de to sidstfødte sønner overlevede til voksenalder:
1. Dødfødt barn (december 1619)
2. Dødfødt barn (14. marts 1622)
3. Dødfødt barn (1626)
4. Dødfødt barn (april 1631)
5. Ludvig 14. af Frankrig (5. september 1638- 1. september 1715)
6. Filip, hertug af Orléans (21. september 1640- 8. juni 1701)